# Jag sjunger en sång från morgon till kväll
Jag sjunger en sång från morgon till kväll är en psalm med text av G D Watson och musik av William J. Kirkpatrick. Texten översattes till svenska 1922 av Otto Witt och bearbetades 1987 av Barbro Törnberg-Karlsson.

## Publicerad i
- Segertoner 1988 som nr 358 under rubriken "Fader, son och ande - Jesus, vår Herre och broder".[1]